# Лазерсон, Владимир Борисович
Лазерсо́н Влади́мир Бори́сович (род. 22 марта 1955, известен также под сценическими именами дядя Вова Лазерсон, Лазер, McLaser) — первый профессиональный волынщик в России, солист-инструменталист Московской Государственной Филармонии.
В 1976 году закончил Московское театральное художественно-техническое училище художественно-бутафорский факультет (ХБО).
С 1985 г. по 1990 г. учился в Московской консерватории, ушёл по собственному желанию.
Играет на всех видах шотландских, ирландских, бретонских, астурийских и галисийских волынок. Также известен, как флейтист, лютнист, гитарист и специалист по ряду редких музыкальных инструментов. Руководитель ряда коллективов, пропагандирующих кельтскую музыку.
Проводит частные уроки по игре на волынке с учениками.

## Участие в музыкальных коллективах
- Волки и Овцы
- Puck-n-Piper
- Slua Si
- Si Mhor
- Tintal
- Clann Lir
- Let's Play on
- Le Petite Band[1]
- Celtic Consort[2]
- Восток-Запад-Транзит[3]

## Сессионная работа
Владимир Лазерсон участвовал в записи многих альбомов и концертной работе многих коллективов как сессионный музыкант — в основном для исполнения партий волынок и духовых инструментов.
- 1997 — Archontes — Saga of Eternity[5]
- 1997 — 1998 —- Barleycorn — Till We Make It Alive
- 2001 — Сергей Пенкин — История любви[6]
- 2006 — Оркестр креольского танго — Старая машина[7]
- 2007 — Эпидемия — Эльфийская Рукопись: Сказание на все времена[8]
- 2011 — Мельница — Рождественские песни
- 2013 — Хелависа & Лазерсон и друзья — Новые Ботинки

## Внешние ссылки
- Community в LiveJournal, посвящённое Владимиру Лазерсону
- Лазерсон, Владимир Борисович (англ.) на сайте MusicBrainz